# Junta
Junta est un jeu de société créé par Vincent Tsao, édité par West End Games et Jeux Descartes, et publié pour la première fois en 1979. Les joueurs incarnent les familles corrompues de l'élite de la « Republica de Los Bananas », parodie fictive du stéréotype de la république bananière. Leur but est de mettre le plus d'argent sur leur compte en Suisse avant que l'aide étrangère ne soit coupée. Bien que l'acte de déclarer et de jouer un coup d'État puisse accaparer la majorité du temps de jeu, des règles et du matériel, le gagner n'est pas le but principal du jeu.
La durée du jeu dépend de la fréquence des coups d'État, mais elle peut parfois dépasser six heures. Le titre du jeu vient du terme espagnol junta qui fait référence aux groupes militaires qui prenaient souvent le pouvoir après des coups d'État en Amérique latine. Dans le jeu, le terme se réfère aux joueurs qui se déclarent « insurgés » dans un coup d'État.

## Les joueurs
Bien que les personnages soient souvent exécutés ou assassinés dans le feu de l'action, la seule conséquence réelle de la mort d'un personnage est la perte de l'argent et des cartes qu'il porte, ainsi qu'une immobilisation temporaire, jusqu'à ce qu'un autre membre de la famille puisse prendre en main les responsabilités du défunt. On donne à chaque joueur une famille pour dissimuler son identité, mais ce symbole n'a pas d'effet sur le jeu. Les postes ministériels, eux, qui sont représentés par des cartes, sont réaffectés à chaque tour.

## Les tours de jeu
Chaque tour de jeu représente un an et se divise en plusieurs phases. Le jeu se termine lorsque le président ne peut plus tirer huit billets de l'argent de l'aide étrangère au début d'un tour. Cet évènement est dissimulé par les billets blancs et ceux utilisés, placés en bas de la pile de l'aide étrangère. Une partie classique dure de 9 à 11 tours. Le gagnant est le joueur qui a le plus d'argent sur son compte en Suisse à la fin de la partie. Cela n'inclut pas l'argent que les joueurs ont encore sur eux.
Chaque joueur, s'il n'est pas en « exil », peut tirer et jouer des cartes politiques, diriger les votes qu'il contrôle par son poste ministériel et ses influences politiques pour le choix du président ou du budget, commander ses troupes dans un coup d'État ou gérer son argent.

### Tirage des cartes politiques
Les joueurs tirent des cartes politiques et élisent le « président » si nécessaire. Le président conserve son poste jusqu'à ce qu'il soit assassiné, qu'il soit renversé par un coup d'État réussi ou qu'il démissionne.

### Formation du cabinet
Le président distribue les « postes de responsabilités » aux autres joueurs. Il ne peut pas s'en offrir à lui-même et doit en donner au moins un à chaque joueur. S'il y a moins de sept joueurs, un joueur peut avoir deux postes. Chaque poste (et non chaque joueur) détient une voix au parlement. Ces postes sont les suivants :

#### Ministre de l'intérieur
En tant que chef de la police secrète, il dispose de la possibilité de tenter gratuitement un assassinat à chaque tour de jeu. Bien qu'il ait de grands pouvoirs, la force de la police dans les coups d'État laisse largement à désirer. Le ministre peut en outre faire passer un budget en force et assassiner un joueur de retour d'exil.

#### Généralde la1re, de la2eou de la3ebrigade
Ils contrôlent leurs brigades respectives.

#### Commandant desforces aériennes
Il contrôle une unité de parachutistes et peut déclencher un Bombardement aérien.

#### Amiral
Il contrôle une unité de Marines et la canonnière qui peut pilonner la ville.
Ce poste est souvent considéré comme le plus faible, le président l'octroie donc le plus fréquemment à un joueur qu'il n'aime pas ou qui est susceptible de lancer un coup d'État.

### Vote du budget
Le président tire 8 cartes-billets de la pile de l'aide étrangère. Ces billets ont des valeurs de 1, 2 ou 3 millions de pesos. Cette valeur n'est imprimée que sur une face, alors que l'autre est blanche. Le président peut donc tirer de 8 à 24 millions par tour, mais il est le seul à connaitre la somme exacte. Il peut annoncer cette somme aux autres joueurs, mais rien ne l'oblige à dire la vérité. Il répartit alors ce budget en déclarant combien de billets il a l'intention de donner à chacun des joueurs. Là encore, il peut bluffer sur la valeur de ces billets.
Le budget est alors voté. S'il est refusé, le président garde tout l'argent pour lui, à moins que le ministre de l'intérieur ne décide de le faire passer en force, en regroupant sa police devant l'« assemblée nationale ».

### Assassinats
Après la répartition de l'aide étrangère, les joueurs ont la possibilité de lancer des assassinats. Ils se choisissent une localisation en mettant à l'écart un de leurs 5 pions de localisation, face cachée. Ces localisations sont les suivantes :
- Résidence : Elle empêche toute tentative de cambriolage sur le joueur.
- Garçonnière : Elle rend un joueur vulnérable à une indiscrétion.
- Night-club : Elle n'a aucune particularité.
- Quartier général : Elle permet au joueur de lancer un coup d'État.
- Banque : Elle autorise le joueur à déposer de l'argent sur son compte en Suisse.

Chaque joueur déclare alors ses tentatives d'assassinat. Le ministre de l'intérieur a le droit d'en faire une en tant que chef de la police secrète, et chaque joueur peut en lancer en fonction des cartes qu'il a en main. La tentative se fait en nommant le joueur visé en sélectionnant une des 5 localisations : elle ne peut réussir que si la cible s'y trouve. La réussite de l'assassinat peut en outre dépendre d'un coup de dé, et peut être déjouée par certaines cartes.
Lorsqu'un joueur est assassiné, ses cartes sont défaussées et son argent va au meurtrier mais le compte en Suisse n'est pas touché. Il ne pourra pas participer à un éventuel coup d'État, et pourra revenir en jeu au tour suivant, lorsqu'un autre membre de la famille assumera la succession. Si deux joueurs s'entretuent, leur argent est défaussé.
La police secrète ne peut viser la banque deux tours d'affilée. Après une tentative d'assassinat par la police secrète à la banque, celle-ci est dite « en sécurité » pour le tour suivant. Cette situation est matérialisée par un pion spécial.
Si le président est assassiné, une nouvelle élection a immédiatement lieu. Les joueurs assassinés ne peuvent pas y participer.

### Opérations bancaires
Les joueurs qui ont choisi la banque comme localisation et qui n'ont pas été assassinés ont la possibilité de déposer ou de retirer de l'argent de leur compte en Suisse. Cependant, si le budget n'a pas été accepté, la banque est fermée, et aucune opération bancaire n'est possible. Mais si le ministre a fait passer le budget en force, la banque est « fermée pour le déjeuner », et sera ouverte après la phase de coup d'État.

### Coup d'État
Les coups d'État sont un véritable « jeu dans le jeu » qui peuvent conduire à un changement de président et à la condamnation d'un joueur au « peloton d'exécution ». Les camps ne sont pas clairement définis pendant la bataille. Un joueur calculateur peut « retourner sa veste » jusqu'au dernier moment.

#### Déclenchement
Une « excuse » est nécessaire au déclenchement d'un coup d'État. On en garde la trace par la position d'un pion spécial. Elle peut prendre différentes formes :
- Le budget n'a pas été voté (qu'il soit passé en force ou non par la suite).
- Un joueur a été assassiné.
- Une carte servant d'excuse a été jouée (par exemple, un « carnaval annuel », une « grève générale » ou une « condamnation des Nations unies »).

D'autre part, un joueur ayant choisi son quartier général comme localisation peut déclencher un coup d'État sans excuse.
Le joueur qui lance le coup d'État devient le « premier insurgé ». Il le fait en plaçant des unités sur la carte (grâce à une carte politique), en déplaçant des unités ou en bombardant le palais présidentiel.

#### Phase d'insurrection
Après que le coup d'État a été déclenché, chaque joueur (sauf le président) a le droit de s'insurger, il peut alors déplacer des unités, et devient « insurgé ». Ceux qui ne le font pas restent « loyalistes ».

#### Phases du coup d'État
Le coup se divise en 6 phases. Les joueurs ont pour but de contrôler 5 bâtiments, colorés en rouge sur la carte, qui sont les centres du pouvoir. Ce sont les suivants :
- Le palais présidentiel
- La station de radio
- La banque centrale
- La chambre des députés
- La gare ferroviaire.

Bien qu'il y ait officiellement un camp insurgé et un camp loyaliste, il est possible de se battre entre membres du même camp. Un loyaliste qui tire sur les « gardes du palais présidentiel » passe dans le camp des insurgés, mais un insurgé ne peut pas devenir officiellement loyaliste.

#### Victoire
Après la dernière phase du coup d'État, les joueurs doivent, à tour de rôle, se déclarer loyalistes ou insurgé. Le comportement du joueur dans le coup d'État ne l'oblige à tenir aucun engagement au moment de ce choix. Les joueurs ont le droit de négocier entre eux avant de se décider. Le camp qui contrôle au moins 3 des centres du pouvoir remporte la victoire.
En cas de victoire des loyalistes, le président peut choisir d'envoyer n'importe quel insurgé au « peloton d'exécution ». Si ce sont les insurgés qui l'emportent, ceux-ci élisent entre eux un nouveau président. Le premier insurgé peut trancher en cas d'égalité. Le joueur élu président peut alors envoyer n'importe quel joueur au peloton d'exécution, y compris un insurgé. Le joueur éventuellement exécuté défausse ses cartes et donne son argent au nouveau président.

## Matériel
- Le plan de jeu, sur lequel se déplacent les armées, est proche de celui de Risk. Il représente la capitale avec les différents quartiers de la ville, les bâtiments vitaux (Palais, station radio, banque, chambre des députés, gare), les ambassades, le port et les casernes militaires. Il sert à indiquer la phase en cours, contient les piles de cartes et de billets, la défausse... Il n'est utilisé pleinement que lors des coups d'État.
- L'« argent de l'aide étrangère », composé de 99 cartes billets (dont 3 blanches), est stocké en pile sur un coin du plan de jeu.
- Les « cartes de poste » représentent les postes de responsabilité détenus par les joueurs.
- Les « cartes politiques » sont tirées au début du jeu et pendant la phase de mise en place du tour. Elles prennent plusieurs formes:
  - Les « cartes influence » représentent le soutien des principales factions politiques (comme « les syndicats », « l'Église », « les socialistes », etc.). Elles donnent des voix supplémentaires lors de tous les votes (budget ou élection du président).
  - Les « cartes suffrage », comme les cartes influence, fournissent des voix supplémentaires mais doivent être défaussées immédiatement après le vote. Elles représentent par exemple des « électeurs fantômes » ou l'action des « anarchistes ».
  - Les « cartes assassinat » permettent de déclarer une tentative d'assassinat pendant la phase de jeu appropriée.
  - Les « cartes corruption » permettent à un joueur de soudoyer certaines unités adverses pour les faire passer dans son camp, ou de retirer de l'argent supplémentaire de l'aide étrangère.
  - Les « cartes évènements » ont des conséquences variées : elles fournissent en particulier des unités supplémentaires ou des excuses pour un coup d'État. Enfin, la « pétition estudiantine condamnant la répression » n'a aucun effet.

Les cartes peuvent être données ou vendues à tout moment entre les joueurs, en public ou secrètement.

## Variantes
De nombreuses variantes ont été proposées au jeu.

### Postes de responsabilité supplémentaires
De nouveaux postes de responsabilité ont été proposés, notamment pour permettre la participation de plus de joueurs. Parmi ceux-ci, on trouve :
- Le ministre de la Guerre a la possibilité d'équiper un joueur de nouvelles armes. Les unités officielles de celui-ci ont alors plus de chances de réussir leurs combats dans les jets de dé. Il ne dispose que d'une unité très puissante en combat : son garde du corps. Il peut aussi déplacer plus souvent les troupes qu'il a pu acquérir grâce à une carte.

- Le ministre des Affaires étrangères dirige un nombre aléatoire d'unités d'intervention étrangères, toutes équipées de nouvelles armes et peut déclencher un bombardement par coup d'État. Il peut aussi augmenter ou diminuer une moitié du budget, et prendre connaissance de sa valeur avant de la donner au président.

- Le ministre du Travail possède une large influence sur la Chambre des députés. De plus, il contrôle comme le ministre des affaires étrangères l'autre moitié du budget.

### Variantes sur l'argent et les cartes politiques
Dans ces parties avec de nombreux postes supplémentaires, les cartes et l'argent viennent à manquer trop rapidement. Le nombre maximal de cartes en main est donc réduit, et l'argent défaussé est remis dans la pile de l'aide étrangère.
D'autres joueurs ont préféré créer des cartes alternatives supplémentaires et utiliser un plus grand nombre de billets. Il est en effet possible de rajouter une multitude cartes Évènements qui s'appuient sur l'histoire et l'actualité de l'Amérique latine. Mais dans ce cas, il faut aussi augmenter le nombre de cartes Corruption et Assassinats afin de garder l'équilibre. Il en va de même avec les cartes Influence et Suffrage.

### Junta sans plan de jeu
Dans cette version, les coups d'État se jouent sur de simples coups de dés. Chaque joueur lance un dé, et son jet est réussi s'il est supérieur à une valeur entre 2 et 4, déterminée par la puissance de ses troupes. Le camp qui compte le plus de jets victorieux l'emporte, et en cas d'égalité le coup d'État doit être rejoué.
Cette variante rend le jeu beaucoup plus simple, mais elle le prive de l'un de ses aspects les plus attrayants.

### Nouvelles règles
Dans cette variante, il est possible d'adopter de nouvelles règles, à la façon d'une partie de Nomic. Ces changements sont discutés après le vote du budget et nécessitent une majorité des deux tiers.